# Fiat M13/40
Fiat-Ansaldo M13/40 var en italiensk kampvogn fra 2. verdenskrig, som var udformet til at afløse Fiat L3, Fiat L6/40 og Fiat M11/39 i den italienske hær i begyndelsen af 2. verdenskrig. Den var mest anvendte italienske kampvogn under krigen. Konstruktionen var påvirket af den britiske Vickers 6-Ton og var baseret på et modificeret chassis fra den tidligere Fiat M11/39. Produktionen af M11/39 blev stoppet for at M13/40 kunne blive sat i produktion. Navnet hentyder til "M" for Medio (middel) i overensstemmelse med den italienske klassifikation af kampvogne på daværende tidspunkt, 13 ton var den planlagte vægt, og 1940 det første produktionsår.

## Specifikationer
M13 blev bygget af nittede stålplader. Pansrignen var 30 mm på fronten (ligesom M11), 42 mm på tårnets forside (30 mm på M11), 25 mm på siderne (M11 havde kun 15 mm), 6 mm på bunden, hvilket gjorde den sårbar overfor miner, og 15 mm ovenpå. Besætningen på 4 var placeret i et kamp-rum foran i køretøjet, mens motoren var i bag og gearkassen foran. Kører og maskingeværskytte/radiooperatør var i køretøjets underdel mens vognchef/skytten og laderen var i tårnet.
Det Vickers inspirerede drivsystem havde to bogier med otte par små hjul på hver side med bladfjeder affjedring. Kæderne var af stål og var forholdsvis smalle. Samlet set blev dette system anset for at give en god mobilitet i bjergrige egne, hvor fremtidige kampe forventedes. I ørkenen, hvor de fleste M13'er rent faktisk blev indsat, var mobiliteten mindre tilfredsstillende. Kampvognen havde en 125 hk dieselmotor. Dette var en fornyelse, som mange lande endnu ikke havde indført, da dieselmotorer var fremtiden for kampvogne med lavere omkostninger, større rækkevidde og mindre risiko for brand, sammenlignet med benzinmotorer.
Kampvognen hovedskyts var en 47 mm gun, en kampvognsudgave af den vellykkede Cannone da 47/32 M35 panserværnskanon. Den kunne gennembryde omkring 45 mm panser på 500 meters afstand. Dette var tilstrækkeligt til at gennembryde de britiske lette og Cruiser kampvogne, som den mødte i kamp, men ikke de tungere infanteri kampvogne. Kampvognen kunne medbringe 104 granater af panserbrydende og højeksplosiv type. M13 var også udstyret med tre eller fire maskingeværer: et coaksialt sammen med hovedskytset og to monteret i fremadrettede kugler. Et fjerde maskingevær var i nogle tilfælde monteret oven på tårnet til brug som antiluftskyts. Der var to periskoper til rådighed for vognskommandør/skytten og en Magneti Marelli RF1CA radio var også en del af standardydstyret.

## Operationel brug
M13/40 blev brugt i felttoget i Grækenland i 1940 og 1941 og i Ørkenkrigen. M13/40 blev ikke brugt på Østfronten; Italienske styrker på Østfronten var kun udstyret med Fiat L6/40 og Semovente 47/32 kampvogne. Fra 1942 erkendte den italienske hær, at M13/40 manglede ildkraft og anvendte Semovente 75/18 selvkørende artilleri sammen med kampvognene i deres pansrede enheder.

### Første kampe
De første af over 700 M13/40 blev leveret i et antal af 60–70 måned frem til efteråret 1940. De blev sendt til Nordafrika for at kæmpe med briterne, men de fleste enheder var opstillet hurtigt, og manglede derfor sammenhæng, kampvognene var ikke blevet udstyret med radioer (hvilket gav dem et alvorligt taktisk handicap overfor svagere fjender) og deres besætninger havde næsten ingen træning (i 1940 fik besætningerne 25 dages træning med egentlige kampvogne og derpå sendt til fronten). Ilddåben kom med en særlig enhed Babini gruppen. Da de kom forsent til at kæmpe i september-offensiven var denne enhed klar i december til Operation Compass en britisk offensiv. Kampvogne i 3. bataljon var tilstede under slaget ved Bardia, hvor australierne i løbet af to dages kampe - 3.-4. januar 1941 - led tab på 456 mens italienerne mistede 40.000 (1.000 døde, 3.000 sårede og 36.000 fangne). Yderlige kampe fandt sted ved Derna, hvortil 5. bataljon netop var ankommet. Den 6.-7. februar nåede den britiske offensiv så langt frem at Babini gruppen forsøgte at åbne en breche i de britiske linjer i slaget ved Beda Fomm i et forsøg på give afskårne italienske tropper mulighed for at trække sig tilbage langs den libyske kyst. Angrebene slog fejl og alle deres kampvogne gik tabt. De sidste seks overlevende kampvogne kørte ind i en mark nær den lokale britiske kommandopost. De blev ødelagt en efter en af en enkelt 40 mm panserværnskanon. Mange kampvogne gik tabt under felttoget som følge af artilleribeskydning frem for andre kampvogne. Et antal erobrede M11 og M13 kampvogne blev genbrugt af den australske 2/6. kavaleriregiment og 6. Royal Tank Regiment, indtil foråret 1941 hvor de løb tør for brændstof og de blev ødelagt.
M13 kæmpede også i Grækenland i vanskeligt terræn og i april 1941, tog M13 kampvogne fra 132. pansrede division Ariete del i Belejringen af Tobruk, uden større succes mod de britiske Matilda kampvogne. Den første vellykkede kamp for M13 var Første slag ved Bir el Gubi.

### Senere brug i Ørkenkrigen
I april 1941, da Afrika Korps begyndte at ankomme, havde italienerne omkring 240 M13 og M14 kampvogne i fronttjeneste. I 1942, da de allierede begyndte at anvende Grant og Crusader III kampvogne, sammen med trukne 6-punds panserværnskanoner i deres infanterienheder, blev svaghederne i M13 udstillet. I et forsøg på at forbedre beskyttelsen tildækkede mange besætninger deres kampvogne med sandsække eller ekstra larvefødder, men det betød, at de allerede maskinsvage køretøjer blev endnu langsommere og forøgede behovet for vedligeholdelse, denne praksis, omend populær, blev ikke tilskyndet af hærlederne af samme årsag. Italienerne udstyrede mindst et kompagni i hver kampvognsbataljon med de mere kraftigt pansrede Semovente 75/18 stormartilleri.
I det andet slag ved El-Alamein blev der første gang anvendt M4 Sherman, mens omkring 230 M13 stadig blev anvendt ved fronten. Under adskillige dages kampe blev de italienske Ariete og Littorio divisioner brugt til at dække aksestyrkernes tilbagetog. Centauro blev så godt som udslette under kampene i Tunesien. På dette tidspunkt var M13/40 og M14/41 fuldstændig forældede og deres skyts var så godt som nytteløst mod fjendens M3 Lee og M4 Sherman kampvogne fra så godt som enhver afstand, mens begge kunne ødelægge en M13/40 fra en afstand. De nøjedes med at skyde mod affjedring og larvefødder og satse på ildstøtte fra Semoventi og artilleri.

## Styrker og svagheder
M13/40 var en konventionel let kampvogn fra den tidlige del af krigen, sammenlignelig med andre Vickers-lignende modeller, såsom den polske 7TP og den sovjetiske T-26. Med en vægt på 13 ton havde den en pansring, som svarede til modstandernes i 1940–41. Dens 47 mm langløbede kanon var mere end en ligeværdig modstander for de britiske kampvogne i 1940–41, som havde en lignende pansring som M13; men havde en 40 mm kanon med kortere rækkevidde og ringere ballistiske præstationer. I den samme periode havde tyske kampvogne 20 mm eller 37 mm kanoner og kapløbet mellem kanoner og pansring førte først til indførelse af 50 mm kanoner i 1942. Indførelsen af den lange 47 mm kanon var formentlig den bedste egenskab ved M13. På grund af dens forholdsvis store kaliber var hovedskytsets højeksplosive granater også meget anvendelige mod trukne kanoner og infanteri og fjernede, eller i det mindste mindskede behovet i krigens første år for et egentlig støttekøretøje, sådan som Wehrmacht havde i den tidlige udgave af Panzer IV og Stug III. Dieselmotoren var en fordel, og den enkle produktion passede til den italienske industri.
Men kampvognen havde også mange alvorlige mangler, som alvorligt hæmmede dens effektivitet på slagmarken: motoren gav en god rækkevidde, men ikke stor kraft og pålidelighed. M13 kampvognen motor var den samme som den i M11, men M13 var tungere, hvilket betød lavere hastighed og større pres på motoren. Affjedringen og kæderne var pålidelige, men afstedkom forholdsvis lav hastighed, ikke meget bedre end infanteri kampvogne, såsom Matilda. Bevæbningen var tilstrækkelig i 1940–41; men fulgte ikke med den stigende pansring og ildkraft i allierede eller tyske kampvogne. Konstruktionsmetoden med niter var forældet. Flere kampvogne i perioden var skiftet over til svejset panser, da nitter kan blvie slået løs, når de bliver ramt, og flyve rundt som projektiler inden i kampvognen. Det to-mands tårn var knap så effektivt i kamp som de tre-mands tårne, som blev anvendt i mange andre kampvogne i tiden. Radioer blev ikke installeret i mange kampvogne.
De italienske historikere Filippo Cappellano og Pier Paolo Battistelli har påpeget, at kampvognens skuffende præstationer i begyndelsen af krigen, hvor dens pansring på ingen måde var tilstrækkelig, kan tilskrives besætningernes næsten totale mangel på træning (Det første center for kampvognstræning blev først etableret i 1941) og erfaring foruden manglen på en taktisk doktrin, manglen på radioer og det faktum at mange enheder blev opstillet i en fart og sendt afsted til slagmarken samt mangel på pansrede bjergningskøretøjer. De skriver, at mens de italienske besætningers træning og erfaring voksede i løbet af krigen blev kampvognenes tekniske svagheder større. Under disse omstændigheder er de imponerede af at de italienske kampvogne kunne kæmpe så længe som de gjorde.
Trods kraftig operationel slitage var M13 i brug til krigens slutning og nogle få overlevede endda ind i efterkrigsperioden. En infanteridivision ved navn "Lupi di Toscana" havde stadig M13-er i fra slutningen af 1950'erne til begyndelsen af 1970'erne i stedet for panserbiler.

## Varianter
M13/40 serien var den italienske kampvogn, som blev fremstillet i det største antal. Over 3.000 blev bygget, inklusiv senere varianter såsom Fiat M14/41. Den var udstyret med en kraftigere maskine og bedre luftfiltre til brug i Nordafrika. Den sidste versino var M15/42 kampvognen, som blev produceret i 1943, med en bedre benzinmotor og længere 47/40 kanon. Den havde også tykkere pansring end de tidligere modeller. Semovente 75/18 selvkørende kanon blev bygget ved at bruge M13/40 eller M14/41 chassisser.
Semovente Comando M40 var en M13/40 kampvogn hvor tårnet var blevet erstattet med en flerdelt luge. Inde i kampvognen var der yderligere radioer og andet kommunikationsmateriel.

## Eksterne kilder
- Wikimedia Commons har flere filer relateret til Fiat M13/40
- M13/40, M14/41 Medium Tanks Arkiveret 2. oktober 2018 hos  Wayback Machine på wwiivehicles.com
- M13/40 Arkiveret 28. juli 2012 hos  Wayback Machine på onwar.com